# لاند سات 7
لاند سات 7 هو القمر الصناعي السابع من برنامج لاندسات. تم إطلاق لاند سات 7 في 15 أبريل 1999 ، والهدف الرئيسي منه هو تحديث الأرشيف العالمي لصور الأقمار الصناعية وتوفير صور حديثة وخالية من الغيوم. تتم إدارة وتشغيل برنامج لاندسات من قبل هيئة المسح الجيولوجي الأمريكية ويتم جمع البيانات من لاندسات 7 وتوزيعها من قبل هيئة المسح الجيولوجي الأمريكية. يتيح مشروع ناسا العالمي للرياح صورا ثلاثية الأبعاد من لاندسات 7 ومصادر أخرى حيث يتم رضها من أي زاوية. وتتبع رصد قمر بعثة مراقبة الارض خلال دقيقة واحدة وتتبع نفس الخصائص المدارية ولكن في عام 2011 استنفد الوقود وبدأ مدار قمر بعثة مراقبة الأرض في التدهور. تم بناء لاندسات 7 من قبل شركة لوكهيد مارتن للأنظمة الفضائية.
في عام 2016 أعلنت وكالة ناسا عن خطط لمحاولة إعادة التزود بالوقود لأول مرة من خلال قمر صناعي مباشر عن طريق إعادة تزويد لاندسات 7 بالوقود في عام 2020.

## مواصفات لاندسات 7

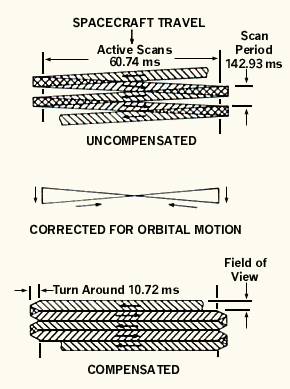
أداة تصميم الخرائط المواضيعية المعززة.

تم تصميم لاندسات 7 على ان يستمر لمدة خمس سنوات ولديه القدرة على جمع ونقل ما يصل إلى 532 صورة في اليوم الواحد. وهو في مدار قطبي متزامن مع الشمس ، مما يعني أنه يقوم بمسح سطح الأرض بأكمله. مع ارتفاع 705 كم +/- 5 كيلومترات يستغرق الأمر 232 نقطة أو 16 يومًا. يبلغ وزن القمر الصناعي 1973 كيلوجرام ويبلغ طوله 4.04 متر وقطره 2.74 متر. على عكس الأقمار التي سبقته فإن لاندسات 7 لديه ذاكرة قوية تصل إلى 378 غيغابايت (حوالي 100 صورة). الأداة الرئيسية على متن مركبة لاندسات 7 هي أداة تصميم الخرائط المواضيعية المعززة (ETM+).

## الخصائص الرئيسية
- صفات بانكروماتية ذات استبانة مكانية «15 م (49 قدم)» (النطاق 8).
- الأشرطة المرئية (الضوء المنعكس) في طيف الأشعة الزرقاء والخضراء والأحمر والأشعة تحت الحمراء القريبة (NIR) والأشعة تحت الحمراء المتوسطة (MIR) ذات الاستبانة الفضائية 30 م (98 قدم) (النطاقات 1-5 و7).
- قناة حرارية تعمل بالأشعة تحت الحمراء مع دقة مكانية تبلغ 60 م (النطاق 6).
- فتحة كاملة معايرة راديومترية مطلقة بنسبة 5٪.

## صور القمر الصناعي

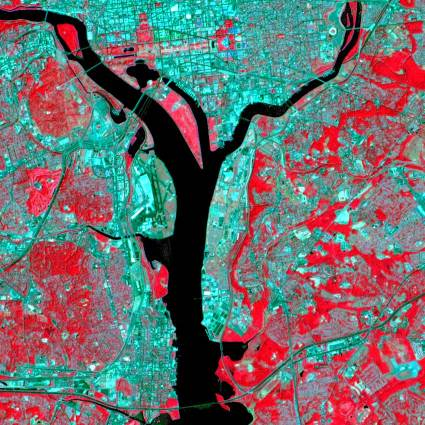
صورة ولاية واشنطن بواسطة لاندسات 7.

في أغسطس 1998 تعاقدت ناسا مع شركة إيرثسات لإنتاج شركة لاندسات جيوكوفر في ناسا وهو عبارة عن مصمم خرائط موضعية دقيقة وموضحة بشكل دقيق من لاندسات والتصوير بالماسح متعدد الأطياف يغطي غالبية كتلة اليابسة للأرض. كان العقد جزءًا من شراء البيانات العلمية لوكالة ناسا والذي تم إدارته من خلال مركز جون سي ستينيس للفضاء التابع لناسا. تم تحسين جيوكوفر في وقت لاحق إلى إيرث سات متعدد البؤر وهو اللون الطبيعي المحاكى للقمر لاندسات 7 في عام 2000 وهو عبارة عن مجموعة بيانات رقمية متوازنة ومرصعة ومتوازنة اللون ومن بين منتجات الصور المتحركة الأخرى ذات الألوان الحقيقية والتي يبلغ طولها 15 متر والتي تم إنشاؤها من صور لاندسات 7 (تم العثور عليها في جوجل إيرث وخرائط Google).
وتعتمد أكبر أجزاء سطح الأرض المعروضة على خدمات خرائط الويب مثل خرائط Google / Google Earth أو خرائط MSN أو خرائط Yahoo على صور لاندسات 7 المحسنة والمتوازنة الألوان.